# 살육 호텔
《살육 호텔》(노르웨이어: Kadaver)은 2020년에 넷플릭스에서 공개한 노르웨이의 영화이다.

## 캐스팅

### 주연
- 기테 비트 : 레오노라 역
- 토마스 굴레스타드 : 야콥 역
- 토르비에른 하르 : 마티아스 역

### 조연
- 마리아 그라지아 디 메오 : 카트린 역
- 킹스포르 시아요르 : 라스 역